# 代利孔
代利孔（德語：Dällikon）是瑞士联邦苏黎世州迪尔斯多夫区的市镇。该市镇面积为4.49平方千米，海拔高度440米，2018年12月31日人口数为4,147。

## 外部連結
- 代利孔官方网站 （页面存档备份，存于） （德文）